# 佳能 EF 50mm 鏡頭
佳能 EF 50mm 鏡頭是由日本佳能公司（Canon）製造的一組50毫米标准定焦鏡頭系列。
目前為止，佳能一共推出過七款50mm鏡頭。當中兩支為佳能L鏡頭，三支使用超聲波馬達（USM），一支使用STM步进马达。
- f/1.0L USM[1]（已停產，被f/1.2L取代）
- f/1.2L USM[2]
- f/1.4 USM[3]
- f/1.8[4]（已停產）
- f/1.8 II[5]（已停产）
- f/1.8 STM[6]
- f/2.5 Compact Macro[7]

## 等效焦距
當50mm鏡頭用於佳能數碼EOS系列的APS-C幅面機身（如佳能 EOS 550D）時，50毫米的視角會變窄，其等效於全幅機身上的80mm視角（乘以系數1.6）。當用於APS-H幅面機身（如佳能 EOS-1D Mark IV）時，其等效於全幅機身的65毫米視角（乘以系數1.3）。

## EF 50mm f/1.0L USM
EF 50mm f/1.0L USM是佳能專業級50mm L鏡頭。

## EF 50mm f/1.2L USM
EF 50mm f/1.2L USM是佳能用以取代EF 50mm f/1.0L USM的專業級50mm L鏡頭。它是佳能的f/1.2 L鏡頭的其中一支（另一支為EF 85mm f/1.2L USM）。它擁有鐵製鏡身和接環，特闊對焦環，並有距離標度，及防塵防水滴設計。它的八塊光圈葉片及最大光圈f/1.2，能夠拍攝出淺景深效果。
此鏡擁有有六組八塊鏡片，其中一塊為非球面鏡片。它採用了以環形超聲波（Ring USM）驅動的內對焦系統。鏡頭前端於對焦時不會轉動及伸長。

## EF 50mm f/1.4 USM
EF 50mm f/1.4 USM是佳能消費級50mm鏡頭。它擁有膠製鏡身及鐵製接環，並有距離標度。它的八塊光圈葉片及最大光圈f/1.4，能夠拍攝出淺景深效果。
此鏡擁有有六組七塊鏡片，但當中沒有特別鏡片在內。它採用了以微型超聲波（Micro USM）驅動的前置式對焦系統，及支援全時手動對焦（FTM）。
此鏡的自動對焦速度不俗，但速度仍不及以環形超聲波（Ring USM）對焦的鏡頭。鏡頭前端於對焦時不會轉動，但會伸長。

## EF 50mm f/1.8

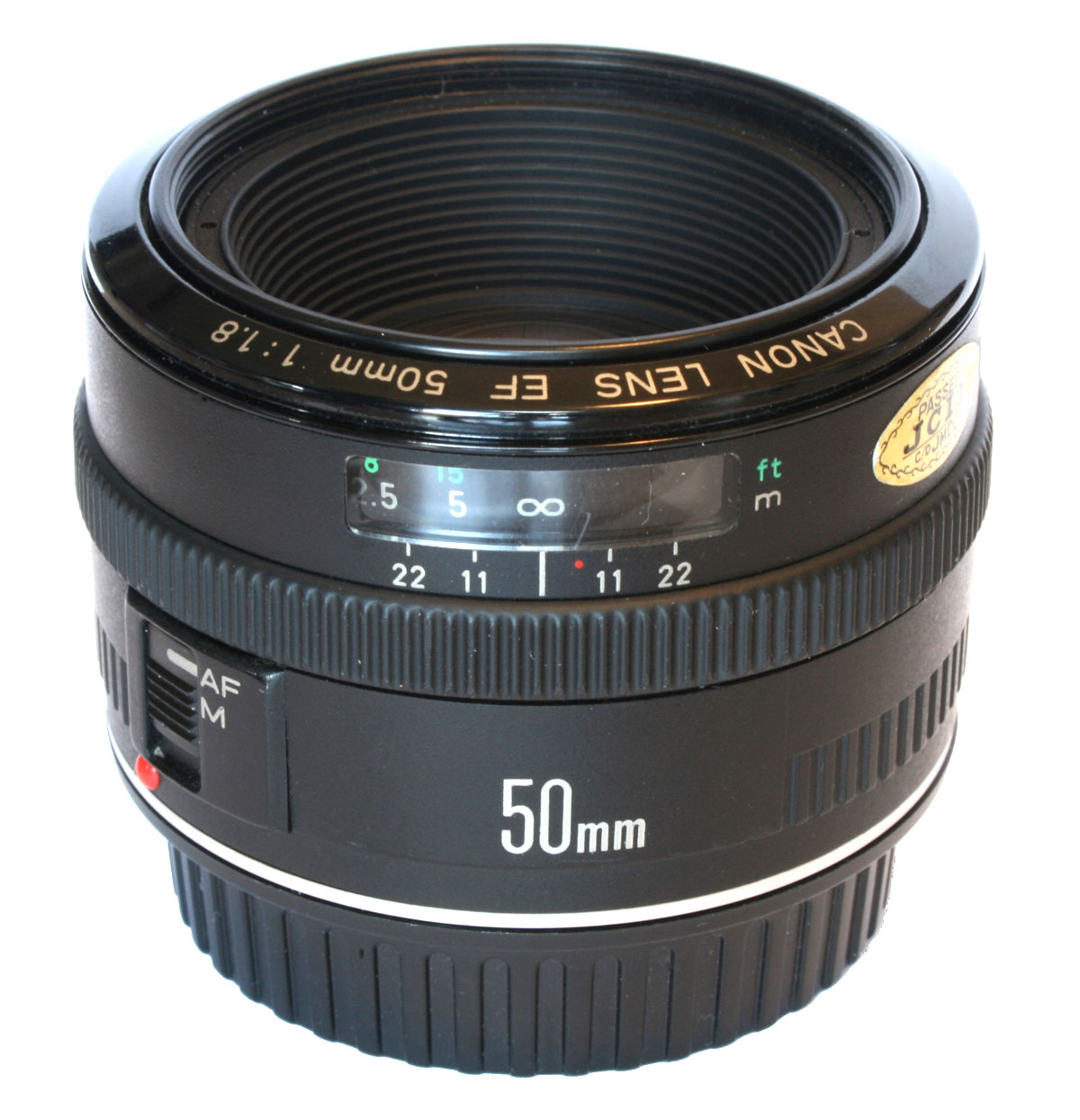
EF 50mm f/1.8

EF 50mm f/1.8（已於1990年停產，並被EF 50mm f/1.8 II取代）是佳能經濟型的50mm鏡頭。它擁有膠製鏡身及鐵製接環，並有距離標度。它的五塊光圈葉片及最大光圈f/1.8，能夠拍攝出淺景深效果。
此鏡擁有有五組六塊鏡片，但當中沒有特別鏡片在內。它採用了以AFD馬達驅動的前置式對焦系統，鏡頭前端於對焦時不會轉動，所以可於此鏡上安裝圓形濾鏡。
此鏡的自動對焦速度不俗，但對焦聲音頗大。

## EF 50mm f/1.8 II

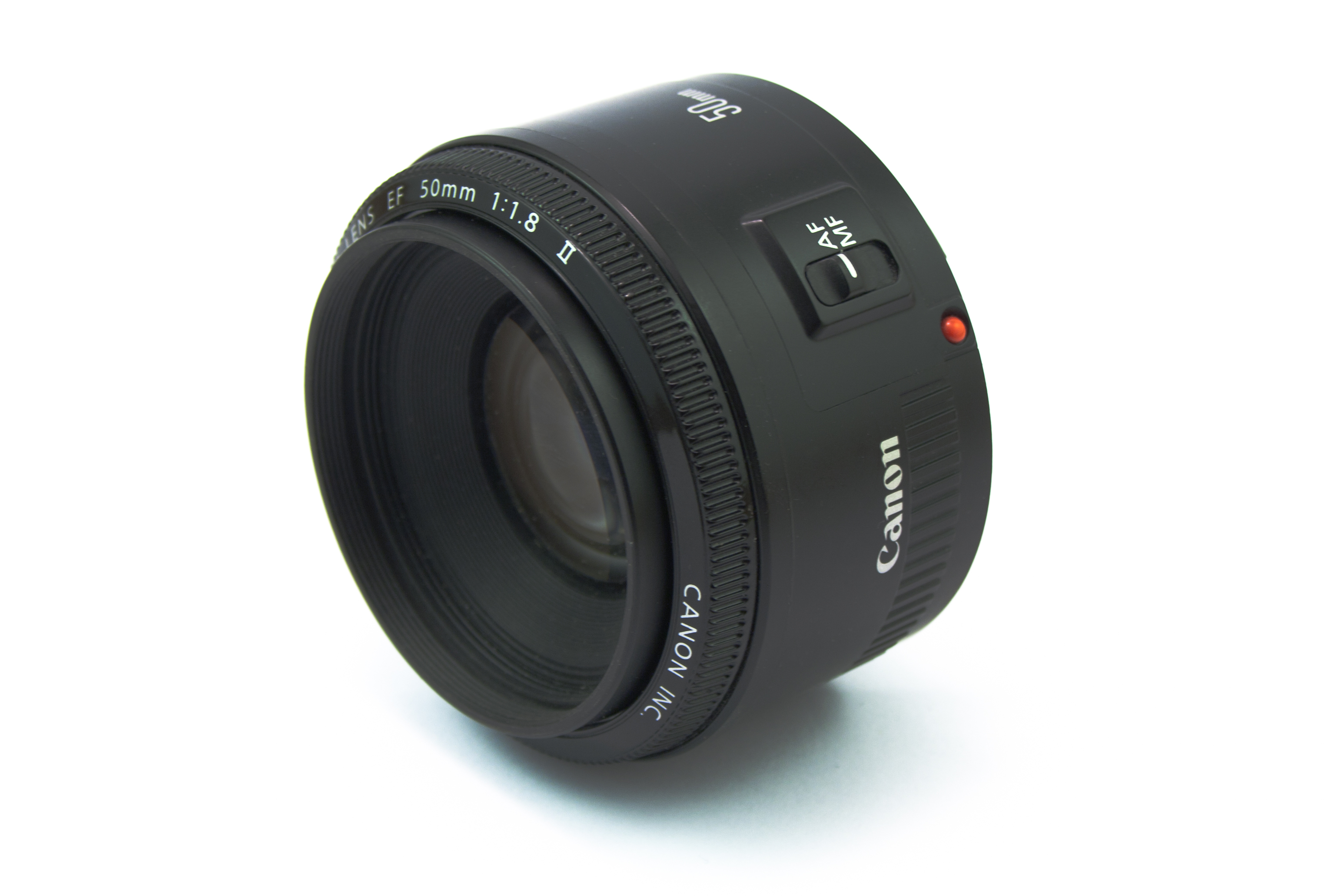
EF 50mm f/1.8 II

於1990年12月，佳能推出了EF 50mm f/1.8 II去取代EF 50mm f/1.8。由於此鏡成像不俗，而且價各便宜，所以十分物有所值。它以全膠打造，並有著十分簡單的設計。
此鏡除了改用膠製接環、改用微型馬達及取消距離標度外，基本上與第一版本並沒有分別。
此鏡的對焦環比第一版本細小，而且是放置於鏡頭最前端的。
因为外观很像痰盂罐，因此获得了爱称“小痰盂”。

## EF 50mm f/1.8 STM

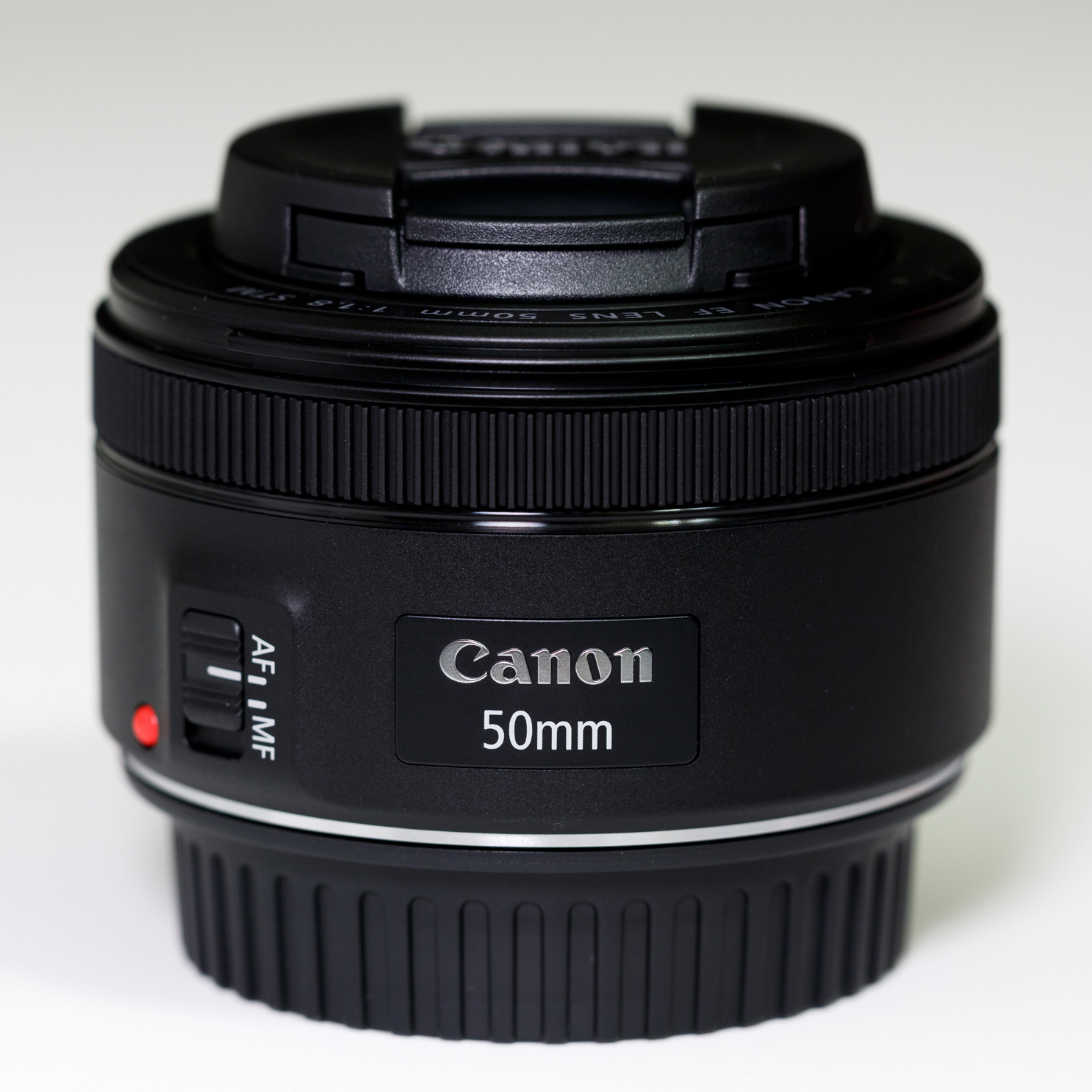
EF 50mm f/1.8 STM

EF 50mm f/1.8 STM是佳能于2015年推出全新f1.8定焦镜头，用以取代已经发布25年的EF 50mm f/1.8 II。此镜头为50mm系列中第一支搭载STM步进马达的镜头，镜片组为5组6片，7片圆形光圈，最小光圈f/22，最近对焦距离约0.35米，最大放大倍率约0.21倍，滤镜螺纹接口为49毫米，重量仅为159克。虽然定位于光圈更加大的同系列其他镜头之下，但成像能力丝毫不逊色。因为使用了STM马达的缘故，所以相比上一代，对焦时工作声音更轻。
值得注意的是，当相机的自动对焦模式为“单次自动对焦”时，完成自动对焦后，半按快门按钮再转动对焦环，即可手动调焦。未开启相机电源、自动关闭电源及待机时无法手动调焦。

同样的，因为外观所以继承了上一代的爱称“小痰盂”，不过因为被评价性价比很高，因此也有“铁痰盂”的爱称。

## EF 50mm f/2.5 Compact Macro
EF 50mm f/2.5 Compact Macro是一支相對上較便宜的近攝鏡頭。它的最近對焦距離為23厘米（9寸），並有0.5倍放大率。在鏡頭測試中，它有著優越的畫質、顏色及對比，極少幅度的變形，於f/4後成像十分銳利。可是，它的自動對焦卻較慢及吵。
此鏡最大0.5倍的放大率，意味著它比較適合拍攝最少5厘米（2寸）闊的物件。
此鏡於1987年12月發表，並擁有膠製鏡身及鐵製接環，並有距離標度。

## 產品對比
| 镜头                         | f/1.0L USM         | f/1.2L USM         | f/1.4 USM          | f/1.8              | f/1.8 II           | f/1.8 STM           | f/2.5 Compact Macro |
| ---------------------------- | ------------------ | ------------------ | ------------------ | ------------------ | ------------------ | ------------------- | ------------------- |
| 主要功能                     |                    |                    |                    |                    |                    |                     |                     |
| 圖像穩定器（IS）             | 無                 | 無                 | 無                 | 無                 | 無                 | 無                  | 無                  |
| 超聲波馬達（USM）            | 有                 | 有                 | 有                 | 無                 | 無                 | 無                  | 無                  |
| STM步进马达                  | 無                 | 無                 | 無                 | 無                 | 無                 | 有                  | 無                  |
| L鏡頭                        | 是                 | 是                 | 否                 | 否                 | 否                 | 否                  | 否                  |
| 繞射光學元件（DO）           | 無                 | 無                 | 無                 | 無                 | 無                 | 無                  | 無                  |
| 微距                         | 否                 | 否                 | 否                 | 否                 | 否                 | 否                  | 是(1:2)             |
| 技術資料                     |                    |                    |                    |                    |                    |                     |                     |
| 光圈（最大-最小）            | f/1.0-f/16         | f/1.2-f/16         | f/1.4-f/22         | f/1.8-f/22         | f/1.8-f/22         | f/1.8-f/22          | f/2.5-f/32          |
| 組/片                        | 9/11               | 6/ 8               | 6/7                | 5/6                | 5/6                | 5/6                 | 8/ 9                |
| 光圈葉片數                   | 8                  | 8                  | 8                  | 5                  | 5                  | 7                   | 6                   |
| 最近對焦距離                 | 2英尺 / 0.6米      | 1.5英尺 / 0.45米   | 1.5英尺 / 0.45米   | 1.5英尺 / 0.45米   | 1.5英尺 / 0.45米   | 1.1英尺 / 0.35米    | 0.7英尺 / 0.2米     |
| 最大放大率                   | 0.15x (1:6.6)      | 0.15x (1:6.6)      | 0.15x (1:6.6)      | 0.15x (1:6.6)      | 0.15x (1:6.6)      | 0.21x               | 0.50x (1:2)         |
| 水平視角                     | 40°                | 40°                | 40°                | 40°                | 40°                | 40°                 | 40°                 |
| 對角線視角                   | 46°                | 46°                | 46°                | 46°                | 46°                | 46°                 | 46°                 |
| 垂直視角                     | 27°                | 27°                | 27°                | 27°                | 27°                | 27°                 | 27°                 |
| 外觀                         |                    |                    |                    |                    |                    |                     |                     |
| 重量                         | 2.2磅 / 985克      | 1.2磅 / 545克      | 0.6磅 / 290克      | 0.4磅 / 190克      | 0.3磅 / 130克      | 0.35磅 / 160克      | 0.6磅 / 280克       |
| 最大直徑                     | 3.6英寸 / 91.5毫米 | 3.6英寸 / 85.4毫米 | 2.9英寸 / 73.8毫米 | 2.6英寸 / 67.4毫米 | 2.6英寸 / 68.2毫米 | 2.7英寸 / 69.2毫米  | 2.7英寸 / 67.6毫米  |
| 長度                         | 3.2英寸 / 81.5毫米 | 2.6英寸 / 65.5毫米 | 2.0英寸 / 50.5毫米 | 1.7英寸 / 42.5毫米 | 1.6英寸 / 41毫米   | 1.55英寸 / 39.3毫米 | 2.5英寸 / 63毫米    |
| 濾鏡直徑                     | 72毫米             | 72毫米             | 58毫米             | 52毫米             | 52毫米             | 49毫米              | 52毫米              |
| 配件                         |                    |                    |                    |                    |                    |                     |                     |
| 遮光罩                       | ES-79II            | ES-78              | ES-71II            | ES-65              | ES-62AD            | ES-68               | n/a                 |
| 鏡頭前蓋                     | -                  | -                  | ES-C9              | ES-C9              | ES-C9              | ES-49               | ES-C9               |
| 鏡頭蓋                       | LP1216             | LP1214             | LP1014             | LP1014             | LP1014             | LP1014              | LP814               |
| 銷售情況                     |                    |                    |                    |                    |                    |                     |                     |
| 發行日期                     | 1989年9月          | 2006年8月          | 1993年6月          | 1987年3月          | 1990年12月         | 2015年5月11日       | 1987年12月          |
| 生產                         | 無                 | 有                 | 有                 | 無                 | 無                 | 有                  | 有                  |
| 建議零售價($=港币/￥=人民币) |                    | $13,190            | $3,250             |                    | $780               | ￥999               | $2,790              |
| 市面價格($=港币/￥=人民币)   |                    | $13,190            | $3,250             |                    | $780               | ￥999               | $2,790              |

## 其他資料
canon50mm.com

怎樣使用50mm鏡頭-文章 （页面存档备份，存于）

走進50mm的世界-文章 （页面存档备份，存于）